# AEGON International 2014
Das AEGON International 2014 war ein WTA-Tennisturnier der WTA Tour 2014 für Damen und ein ATP-Tennisturnier der ATP World Tour 2014 für Herren in Eastbourne und fand zeitgleich vom 15. bis 21. Juni 2014 statt.

## Herrenturnier
→ Qualifikation: AEGON International 2014/Herren/Qualifikation
Den Titel im Herreneinzel konnte der Vorjahressieger Feliciano López im Finale gegen topgesetzten Richard Gasquet verteidigen. Im Doppelfinale unterlagen die Titelverteidiger Alexander Peya und Bruno Soares dem Duo um Treat Huey und Dominic Inglot.

## Damenturnier
→ Qualifikation: AEGON International 2014/Damen/Qualifikation
Im Einzelwettbewerb musste sich die an Position fünf gesetzte Angelique Kerber der ungesetzten Madison Keys in drei Sätzen geschlagen geben. Das Finale der Doppelkonkurrenz gewann die Paarung um Chan Hao-ching und Chan Yung-jan im Matchtiebrake gegen Martina Hingis und Flavia Pennetta.